# Cyclosa longicauda
Cyclosa longicauda är en spindelart som först beskrevs av Władysław Taczanowski 1878.  Cyclosa longicauda ingår i släktet Cyclosa och familjen hjulspindlar. Inga underarter finns listade i Catalogue of Life.